# Ude
Ude is een bestuurslaag in het regentschap Aceh Utara van de provincie Atjeh, Indonesië. Ude telt 470 inwoners (volkstelling 2010).